# Joan Lluís Goas López
Joan Lluís Goas López (Barcelona, 1957) és un periodista, escriptor, guionista, productor de cinema, teatre i televisió i gestor cultural barceloní. El 1983 fou nomenat director del XVI Festival Internacional de Cinema Fantàstic de Sitges, càrrec que va ocupar fins a l'edició del 1992. Simultàniament, del 1990 al 1993 va dirigir el programa de cinema de la cadena Antena 3 Noche de lobos. També va participar al programa Millennium, dirigit per Ramon Colom d’antuvi al Canal 33 i posteriorment a la 2.
Ha estat alt executiu de TV3, ha escrit articles a La Vanguardia i des de 2015 dirigeix el projecte d’exhibició cinematogràfica i arts escèniques Comedia Arts, al lloc on abans era l’antic Cinema Comèdia. Ha publicat alguns llibres.

## Llibres
- Entre dioses y monstruos (2016)
- Ángeles perdidos, la cara oscura de Hollywood
- Devastación y otros relatos optimistas
- Líneas de viento y lluvia